# 第一次意大利—埃塞俄比亚战争
第一次意大利-埃塞俄比亚戰爭是1895年意大利王國出於殖民擴張意圖而對埃塞俄比亞帝國發動的入侵戰爭。

## 起因
自歐洲發生工業革命以來，西方列強急需更多的原料和市場，因此對非洲大陸的殖民地爭奪日益激烈，義大利也不遑多讓。義大利在1870年代剛剛完成國家統一後，也引入殖民主義展開對非洲的擴張行動。
1885年，透過英國的支持義大利掌握馬薩瓦至贝卢尔沿岸，腹地進逼衣索比亞北部。1888年，義军入侵马萨瓦西侧40公里的萨阿蒂（Saati），衣索比亞皇帝动员8万大军在萨阿提抗击。由于義军在那里构筑了坚固的工事，衣索比亞军队围攻萨阿提一个月也没成功。这时，英属苏丹入侵衣索比亞北部古都贡德尔，两个王在后方谋反。内忧外患的衣國军队被迫撤军。一年后，衣國皇帝死于马塔马（Mattama）。米尼力克登基称帝。并与意大利在1889年5月2日簽訂不平等的《烏西亞利條約》。條文規定衣索比亞方面割讓北部領土，由義大利用200萬里拉作為交換代價。義大利更自由解釋第17條條文，在簽訂的那年宣布衣索比亞為保護國，佔領了北部領土。
1890年，意大利把從衣索比亞奪得的北部領土和厄利垂亞殖民地合併。衣索比亞政府拒絕接受意大利的保护。1893年2月12日，衣索比亞皇帝曼涅里克二世知會義大利政府，自1894年5月2日起將不再履行《烏西亞利條約》的一切權利及義務。
意大利开始用贿赂的方式送给埃塞俄比亚皇帝200万发子弹，但埃塞拒绝以此交换承认该条约第17条。行贿失败后，意大利在衣索比亞内部实施分化策略，策反提格雷王公曼加沙（Mangasha），许诺给他金钱和武器支持推翻孟尼利克皇帝。策反也未见成效。意大利最终决定诉诸动武，任命厄立特里亚总督欧雷斯特·巴拉铁里将军为总司令，準備1.4萬军队武裝入侵衣索比亞。

## 過程
1894年7月17日，首批義大利軍團抵達卡薩拉並在那展開第一場戰鬥，據義大利的記錄，埃塞軍是10萬人左右，其中有1萬名騎兵；衣索比亞的各領主同時也是軍隊司令官，孟尼利克二世的嫡系部隊則是衣軍的核心。1895年1月，義大利軍連续八次擊敗各地封建主；3月，意大利軍開始全面進攻，成功攻佔阿迪格腊特；這年年底，埃塞軍已動員了12萬人。1895年12月7日，由衣索比亞的馬科涅諾公爵在安巴阿拉吉戰役中獲勝，義大利軍第一次打敗仗。
意大利为了挽回颜面，入侵军总司令欧雷斯特·巴拉铁里将军亲率2万大军赶到阿杜瓦地区与埃塞军决战。1895年12月17日，早有准备的孟尼利克动员了10万大军北上抗意，埃塞军包括各阶层、种族、宗教的人士，连泰图皇后也亲自率领從她部族动员的5000名士兵上前线作战，并指挥炮手射击。 
埃塞军乘胜追击意军到安巴阿拉吉以北百公里的默克萊，于1896年1月包围了该城千余名意军（20名军官、13名军士、150名士兵，指挥1000余厄立特里亚人的殖民地军），切断了意军的饮水补给。埃塞皇帝希望和平解决战争，答应如果意大利重启和谈，会让这些被包围的意军安全撤离，意大利回应在阿杜瓦地区的重兵进攻。埃塞军在包围并炮击默克萊两个星期后，该城意军投降，皇帝命令埃塞军让出一条安全通道，同意意军毫发无损安全撤离，史称默克萊战役。

## 阿杜瓦决战

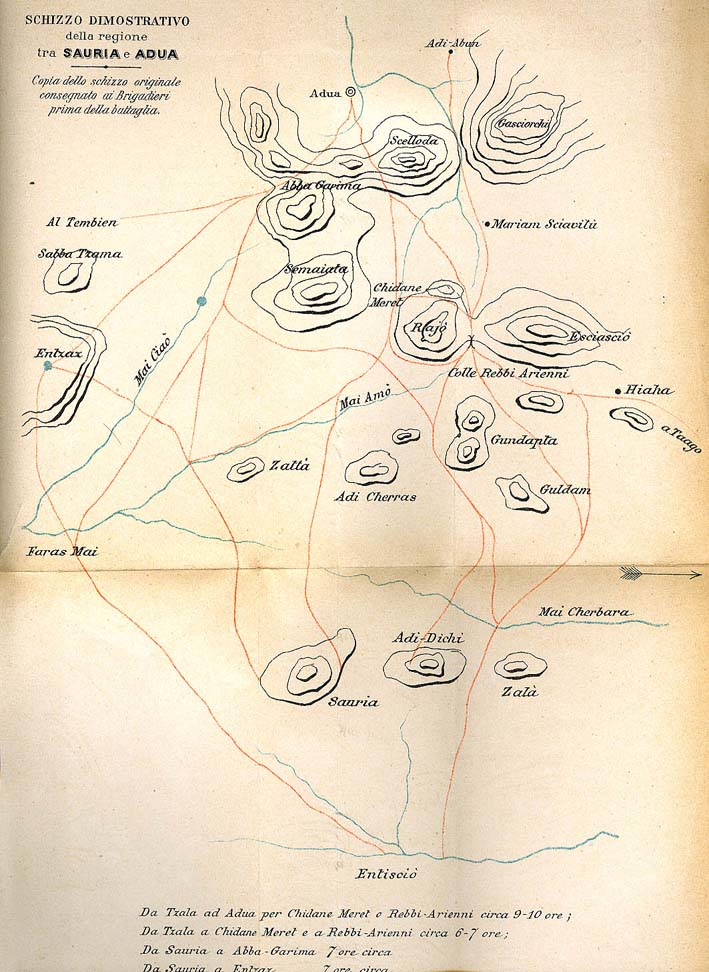
当时意大利绘制的阿杜瓦战场地图

義军总司令巴拉铁里将军自恃所部为装备精良、训练有素的职业军人组成，极端低估了埃军的战斗力与战斗意志，认为埃塞军虽然在数量上占据绝对优势，但缺乏训练，不懂战术，从而抵消了其数量优势。于是，他决定用把2万義军和50门火炮在阿杜瓦部署为一个巨大的包围圈，在包围圈的外沿修筑坚固的工事，希望把埃军引诱入包围圈内一举歼灭。 
于是義军守在工事后面与埃塞军对峙。埃塞皇帝就是不进攻義军伏击圈。经过3个月的对峙后，后勤补给匮乏的義军无力维持，必须在主动进攻与撤退之间选择。恰好義大利政府命令巴拉铁里将军立即发起进攻。巴拉铁里把总攻的时间选择在1896年2月29日夜，居高临下分三路纵队从侧翼包抄埃塞军。结果在埃塞北部陌生寒冷的高原战场上荆棘遍野难行，通讯指挥困难，義军离开工事向埃军发起进攻但各级指挥官对上对下都失去联系，称为一盘散沙，完全暴露在两英里的战线。
1896年3月1日凌晨，埃塞军侦察意军阵地，得知義軍因行軍分隔，各部距離拉大，使得埃塞軍能逐一地重創分散的義軍。衣索比亞指揮部善用正面攻擊和側翼縱深作戰，埃塞皇帝命令反击并分割歼灭義軍。主要目標鎖定義大利軍阿利別爾通將軍的縱隊，儘管義大利砲兵有效阻击了埃塞军進攻，但是義大利軍的縱隊仍舊被分割突击。。3月1日上午9点左右，胜利的天平开始向義军倾斜，埃塞皇帝考虑撤退，但其参谋人员建议他动用25 000人的预备队。这支预备队在这场势均力敌的混战中打破了双方力量平衡。3月1日中午时分，惨烈的战斗结束，17700人的義军7000人阵亡，2500人受伤，3500人被俘。12万参战埃塞军死亡在4000人－5000人之間，受傷6000－10,000人。埃塞军没有乘胜追击趁势把義大利赶出厄立特里亚。埃塞皇帝担心如果攻下厄立特里亚，義大利甚至其他欧洲列强会动员更多的军队报复埃塞俄比亚。埃塞皇帝希望见好就收，就此恢复与義大利的和平。 
最终，埃塞俄比亚赢得了阿杜瓦战役的胜利，義大利退守到厄立特里亚殖民地。
俄羅斯為了遏制英、法、義於北非的勢力擴張，在1896年在國內募捐，透過俄羅斯紅十字會派出醫療隊替衣索比亞士兵進行醫療救護。

## 战争结局
阿杜瓦战役惨败的消息传回意大利后，全国震惊，各大城市都爆发了游行示威，强烈谴责首相弗朗切斯科·克里斯皮和入侵军总司令兼厄立特里亚殖民地总督欧雷斯特·巴拉铁里将军，要求意大利从厄立特里亚完全撤军。最后，克里斯皮首相被迫辞职，他的政府倒台；总司令巴拉铁里将军也被送上在阿斯马拉的军事法庭，虽然最后判处无罪但被迫辞职退休。
1896年10月26日，意大利与埃塞俄比亚签定了《亚的斯亚贝巴条约》，该条约规定，意大利承认埃塞俄比亚的完全独立，废除《乌西亚利条约》，埃塞俄比亚则同意意大利对厄立特里亚的殖民统治，释放阿杜瓦战役中所有意大利战俘。根据该条约，双方于1900年沿梅雷布河划定了埃塞俄比亚与厄立特里亚的边界。 
阿杜瓦战役把埃塞俄比亚从殖民地的边缘上挽救了回来，维护了埃塞俄比亚的主权独立，极大地鼓舞了埃塞俄比亚人民用武力鬥爭抵抗欧洲帝國主義殖民者入侵的决心。当时的非洲只有埃塞俄比亚和利比里亚没有成为欧洲列强的殖民地，而埃塞俄比亚是非洲惟一一个用武力成功捍卫主权的国家。
德國政治家俾斯麥曾就義大利的脆弱軍事，這樣譏諷：「意大利人有極大的胃口，卻只有差勁的牙齒。」
战后，西方列强相继与埃塞俄比亚建立外交关系，承认埃塞俄比亚的独立地位。在1897年到1908年间，意大利、英国和法国分别与埃塞俄比亚签定条约，划定他们的殖民地与埃塞俄比亚的疆界，从而形成了今天埃塞俄比亚的版图。 